# حسین سجوانی
حسین سجوانی (انگلیسی: Hussain Sajwani؛ زادهٔ ۱۹۵۲/۱۹۵۳ (۷۱–۷۲ سال)) کارآفرین و سرمایه‌دار اهل امارات متحده عربی است.
وی از دوستان نزدیک دونالد ترامپ به شمار می رود و بعد از انتخاب ترامپ به ریاست جمهوری آمریکا اعلام کرد بیست میلیارد دلار سرمایه گذاری در آمریکا انجام می‌دهد.